# Craig Pollock
Craig Pollock (Falkirk, 20 febbraio 1956) è un manager britannico.
È noto per essere stato il manager del pilota di Formula 1 Jacques Villeneuve ed il fondatore del team BAR e team principal della scuderia dal 1999 al 2001.
Successivamente si trovò a capo della compagnia ingegneristica Propulsion Universelle et Recuperation d'Energie, società che ambiva alla produzione di motori per le vetture di Formula 1 nel 2014, ma che chiuse nel 2012.

## Biografia
Pollock ha lavorato come insegnante alla fine degli anni Settanta, fino a diventare direttore sportivo al College Beausoleil di Villars, in Svizzera. Qui incontra un giovane Jacques Villeneuve che era stato iscritto alla scuola dopo la morte di suo padre, il pilota di Formula 1 Gilles. La passione in comune per lo sci ha permesso loro di diventare amici prima che Pollock passasse a creare una propria attività. Dopo aver lasciato la scuola Villeneuve iniziò la carriera da pilota, seguendo le orme del padre, e poi si trasferì in Giappone. I due si sono reincontrati casualmente sul circuito di Suzuka, e Pollock ha accettato di diventare manager del pilota canadese. Con i successi e il titolo di Villeneuve del 1997, Pollock convinse la British American Tobacco a finanziare il suo progetto di divenire team manager.
Nel 1998 Pollock acquistò la Tyrrell, rinominandola British American Racing, ingaggiando il pilota canadese come leader del team. Nonostante i proclami entusiastici, la stagione d'esordio, nel 1999, fu disastrosa. I risultati continuarono a mancare e nel 2001 la British American Tobacco ruppe i rapporti: Pollock fu sostituito da David Richards, anche se rimase azionista fino al 2004, quando iniziò a subentrare la Honda. Nel 2002 trattò infruttuosamente l'acquisizione del team Arrows, versante in gravi difficoltà economiche e fallito di lì a poco. Nel 2003, con Kevin Kalkhoven, creò il team PK Racing nel campionato di Formula CART, rimanendo come co-proprietario fino al 2004. Gestì Jacques Villeneuve fino alla fine della sua carriera in Formula 1, e presentò domanda per un nuovo team in Formula 1 per il 2008; la domanda fu respinta in favore dell'ingresso della Prodrive di David Richards. Pollock e Villeneuve conclusero il loro rapporto di lavoro nel gennaio del 2008. Nel maggio 2011, Pollock ha annunciato la creazione della Propulsion Universelle et Recuperation d'Energie, una società di ingegneria che mira a produrre motori di F1 con il regolamento previsto per il 2014.